# Kanton Laon-1
Der Kanton Laon-1 ist ein französischer Wahlkreis im Département Aisne in der Region Hauts-de-France. Er umfasst 27 Gemeinden im Arrondissement Laon. Durch die landesweite Neuordnung der französischen Kantone wurde er 2015 neu geschaffen.

## Gemeinden
Der Kanton besteht aus 27 Gemeinden und Gemeindeteilen mit insgesamt 24.554 Einwohnern (Stand: 1. Januar 2022) auf einer Gesamtfläche von 230,71 km²:
| Gemeinde                   | Einwohner 1. Januar 2022 | Fläche km² | Dichte Einw./km² | Code INSEE | Postleitzahl |
| -------------------------- | ------------------------ | ---------- | ---------------- | ---------- | ------------ |
| Anizy-le-Grand             | 2.510                    | 20,57      | 122              | 02018      | 02320        |
| Aulnois-sous-Laon          | 1.366                    | 10,01      | 136              | 02037      | 02000        |
| Bassoles-Aulers            | 130                      | 7,03       | 18               | 02052      | 02380        |
| Besny-et-Loizy             | 314                      | 9,76       | 32               | 02080      | 02870        |
| Bourguignon-sous-Montbavin | 146                      | 1,92       | 76               | 02108      | 02000        |
| Brancourt-en-Laonnois      | 710                      | 6,56       | 108              | 02111      | 02320        |
| Bucy-lès-Cerny             | 188                      | 8,74       | 22               | 02132      | 02870        |
| Cerny-lès-Bucy             | 113                      | 3,19       | 35               | 02151      | 02870        |
| Cessières-Suzy             | 796                      | 20,21      | 39               | 02153      | 02320        |
| Chaillevois                | 197                      | 2,17       | 91               | 02155      | 02000        |
| Chambry                    | 831                      | 8,89       | 93               | 02157      | 02000        |
| Clacy-et-Thierret          | 294                      | 4,21       | 70               | 02196      | 02000        |
| Crépy                      | 1.807                    | 27,70      | 65               | 02238      | 02870        |
| Laniscourt                 | 213                      | 3,00       | 71               | 02407      | 02000        |
| Laon                       | 8.575                    | 17,64      | 486              | 02408      | 02000        |
| Merlieux-et-Fouquerolles   | 255                      | 5,77       | 44               | 02478      | 02000        |
| Molinchart                 | 355                      | 4,47       | 79               | 02489      | 02000        |
| Mons-en-Laonnois           | 1.148                    | 4,10       | 280              | 02497      | 02000        |
| Montbavin                  | 40                       | 5,44       | 7                | 02499      | 02000        |
| Pinon                      | 1.650                    | 9,48       | 174              | 02602      | 02320        |
| Prémontré                  | 596                      | 8,33       | 72               | 02619      | 02320        |
| Royaucourt-et-Chailvet     | 228                      | 3,04       | 75               | 02661      | 02000        |
| Urcel                      | 539                      | 7,20       | 75               | 02755      | 02000        |
| Vaucelles-et-Beffecourt    | 233                      | 4,03       | 58               | 02765      | 02000        |
| Vauxaillon                 | 504                      | 13,77      | 37               | 02768      | 02320        |
| Vivaise                    | 662                      | 9,02       | 73               | 02821      | 02870        |
| Wissignicourt              | 154                      | 4,46       | 35               | 02834      | 02320        |
| Kanton Laon-1              | 24.554                   | 230,71     | 106              | 0209       | –            |

1. ↑   Nur der nördliche Teil der Gemeinde, der Rest gehört zum Kanton Laon-2.

## Politik
| Vertreter im Départementsrat | Vertreter im Départementsrat | Vertreter im Départementsrat |
| Amtszeit                     | Namen                        | Partei                       |
| ---------------------------- | ---------------------------- | ---------------------------- |
| 2015–2021                    | Fawaz Karimet Annie Tujek    | DVG                          |
| 2021–                        | Mathieu Fraise Annie Tujek   | DVC                          |

## Gebietsveränderungen
2019: 
- Fusion Anizy-le-Château, Faucoucourt und Lizy → Anizy-le-Grand
- Fusion Cessières und Suzy → Cessières-Suzy